# Liste der Stolpersteine in Hamburg-Wohldorf-Ohlstedt
Die Liste der Stolpersteine in Hamburg-Wohldorf-Ohlstedt enthält alle Stolpersteine, die im Rahmen des gleichnamigen Kunst-Projekts von Gunter Demnig in Hamburg-Wohldorf-Ohlstedt verlegt wurden. Mit ihnen soll Opfern des Nationalsozialismus gedacht werden, die in Hamburg-Wohldorf-Ohlstedt lebten und wirkten.
Diese Seite ist Teil der Liste der Stolpersteine in Hamburg, da diese mit insgesamt 7202 (Stand: Juni 2025) Steinen zu groß würde und deshalb je Stadtteil, in dem Steine verlegt wurden, eine eigene Seite angelegt wurde.
| Adresse               | Person(en)                               | Inschrift | Bilder                                          | Anmerkung |
| --------------------- | ---------------------------------------- | --- | ----------------------------------------------- | --- |
| Hasselwisch 5 ·       | Georg Mewes                              | Hier wohnte Georg Mewes Jg. 1909 verhaftet 1943 ‚Spionageverdacht‘ KZ Fuhlsbüttel Buchenwald ermordet 2.1.1944          | Stolperstein für Georg Mewes                    | Eintrag auf stolpersteine-hamburg.de                                                                               |
| Lottbeker Weg 13 ·    | Dorothea Gatzenmeyer geb. Jürs           | Hier wohnte Dorothea Gatzenmeyer geb. Jürs Jg. 1907 im Widerstand/SPD Flucht 1937 Dänemark                              | Stolperstein für Dorothea Gatzenmeyer           | Eintrag auf stolpersteine-hamburg.de                                                                               |
| Lottbeker Weg 13 ·    | Louis Gatzenmeyer                        | Hier wohnte Louis Gatzenmeyer Jg. 1905 im Widerstand/SPD verhaftet 24.2.1934 Gefängnis Fuhlsbüttel Flucht 1934 Dänemark | Stolperstein für Dorothea Gatzenmeyer           | Eintrag auf stolpersteine-hamburg.de                                                                               |
| Lottbeker Weg 24 ·    | Chaja Rywa Balck geb. Skop               | Hier wohnte Chaja Rywa Balck geb. Skop Jg. 1895 deportiert 1942 Auschwitz ermordet                                      | Stolperstein für Chaja Rywa Balck               | Eintrag auf stolpersteine-hamburg.de Stolperstein ist auf der dem Haus 24 gegenüber liegenden Straßenseite verlegt |
| Ohlstedter Platz 24 · | Albrecht Mendelssohn Bartholdy           | Hier wohnte Albrecht Mendelssohn Bartholdy Jg. 1874 gedemütigt/entrechtet Flucht 1934 England                           | Stolperstein für Albrecht Mendelssohn Bartholdy | Eintrag auf stolpersteine-hamburg.de                                                                               |
| Ohlstedter Platz 24 · | Dorothea Mendelssohn Bartholdy geb. Wach | Hier wohnte Dorothea Mendelssohn Bartholdy geb. Wach Jg. 1875 ausgegrenzt/drangsaliert Flucht 1934 England              | Stolperstein für Dorothea Mendelssohn Bartholdy | Eintrag auf stolpersteine-hamburg.de                                                                               |
| Schleusenredder 23 ·  | Alwin Cäsar Gerson                       | Hier wohnte Dr. Alwin Cäsar Gerson Jg. 1866 deportiert 1943 Theresienstadt tot 11.4.1943                                | Stolperstein für Dr. Alwin Cäsar Gerson         | Eintrag auf stolpersteine-hamburg.de Ein weiterer Stolperstein befindet sich in Hamburg-Eimsbüttel.                |